# Кабідела
Кабідела (порт. cabidela) — друга страва португальської кухні. Також відома як «арроз де кабідела». Традиційна для півночі Португалії (насамперед в провінції Міню), а також в Бразилії, Анголі та Макао. Відома з XVI століття.

## Приготування
Готується з курки або кроля. Після того, як курка або кріль вбиті, їх підвішують над каструлею, і кров, яка стікає, використовується як основа страви, придаючи їй коричневий колір. Потім додається трохи води та оцту. За цим кроля (курку) розрізають на частини й тушкують в суміші з крові, оцту та води до готовності. Можуть додаватися також томати, гриби, цибуля й часник. Подають з рисом, який готують окремо або з м'ясом.
В кухні Макао для приготування страви використовується качка. В Бразилія є типовою для міста Ресіфі та штату Мінас-Жерайс, готується виключно з курки, також додаються овочі. Інший варіант: кров, овочі та оцт перетворюють на соус, який додається до вареної курки та рису. В кухні Гоа (Індія) готується зі свинини. В Кабо-Верде готується разом з рисом, основустановить виключно курка. Також лише курку використовують в Анголі, де до рису додаються гриби.